# Naturschutzgebiet Niedernfeld

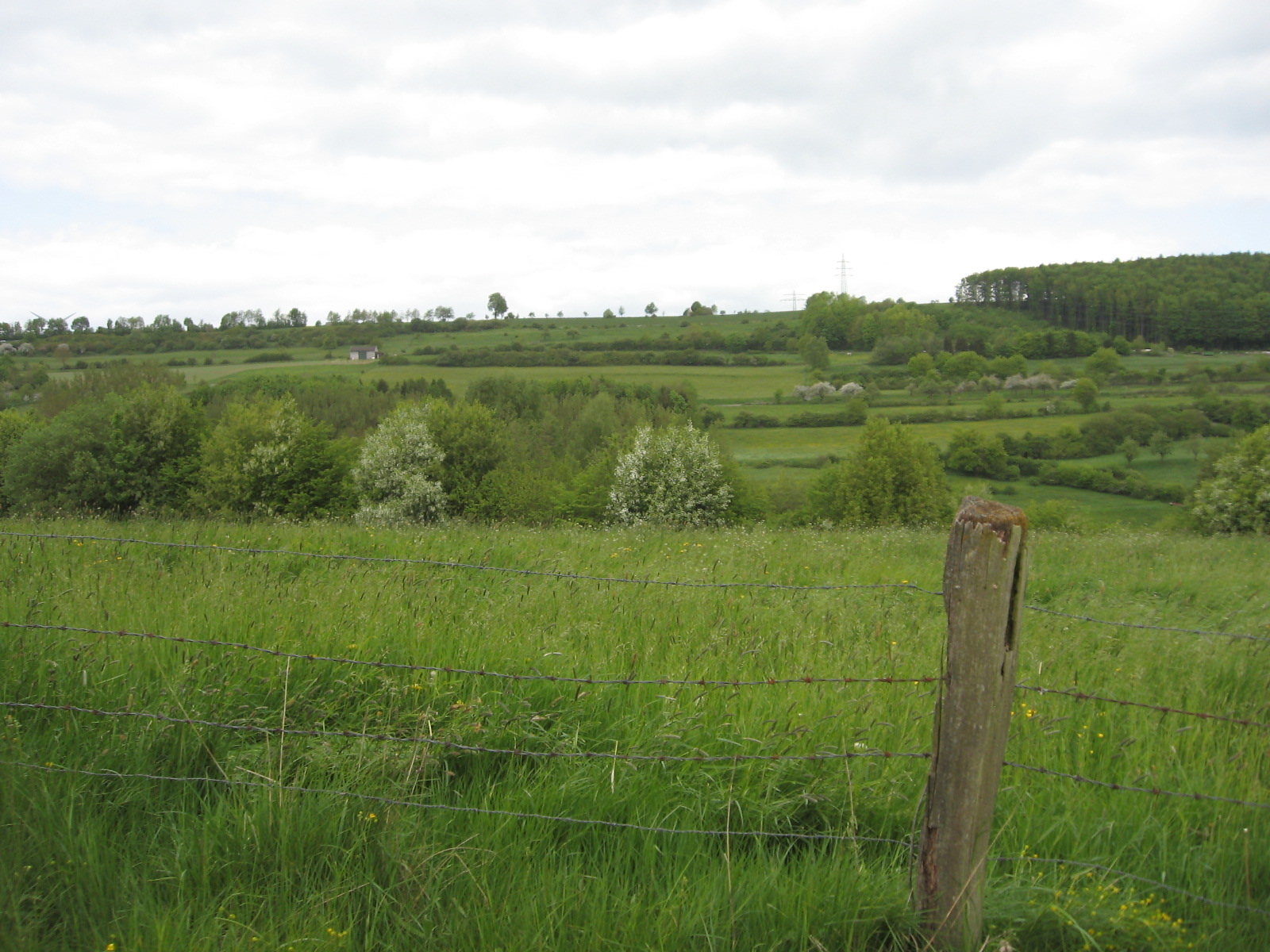
Nordwestbereich des Naturschutzgebiets Niedernfeld

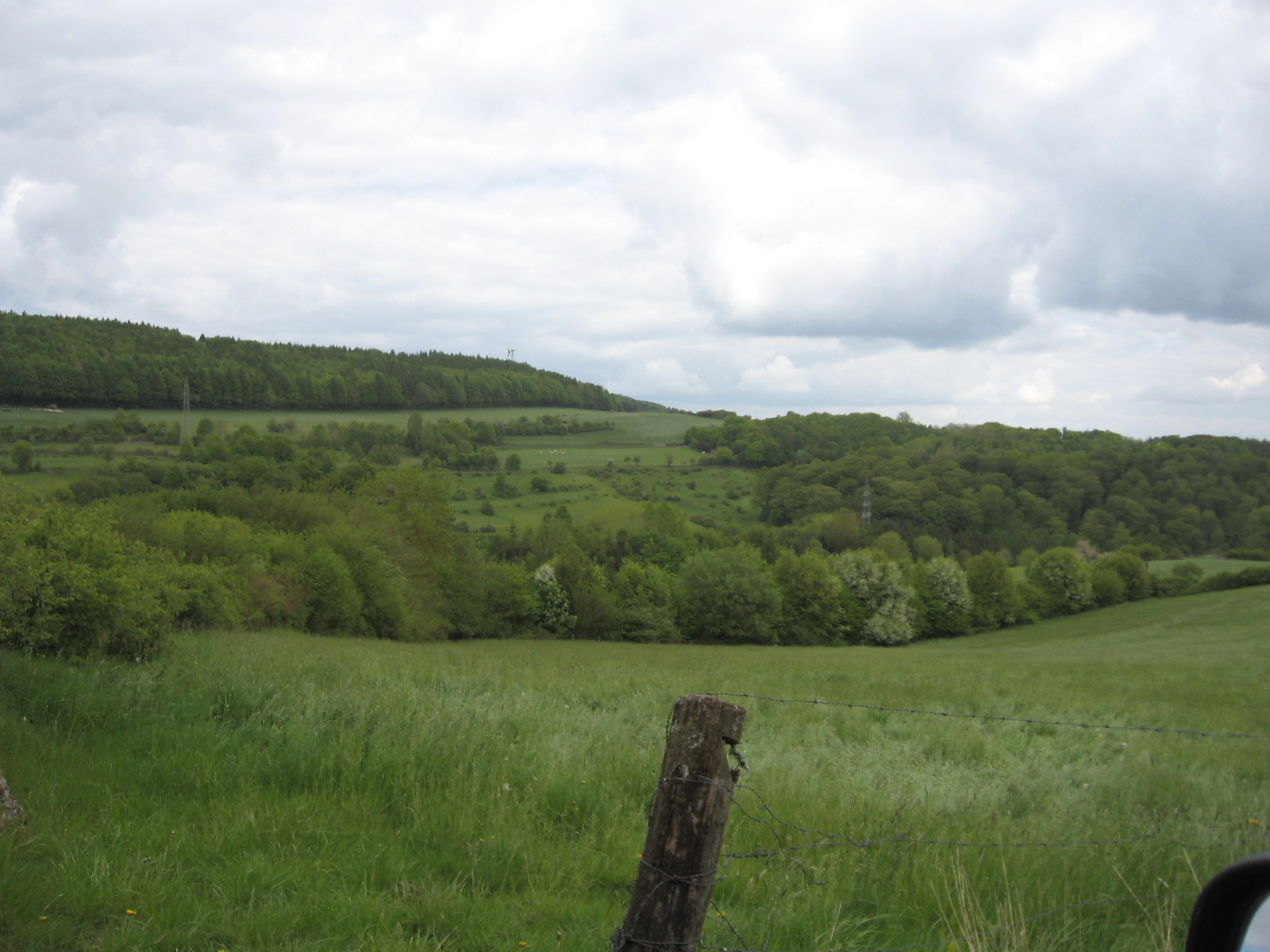
Nordostbereich des Naturschutzgebiets

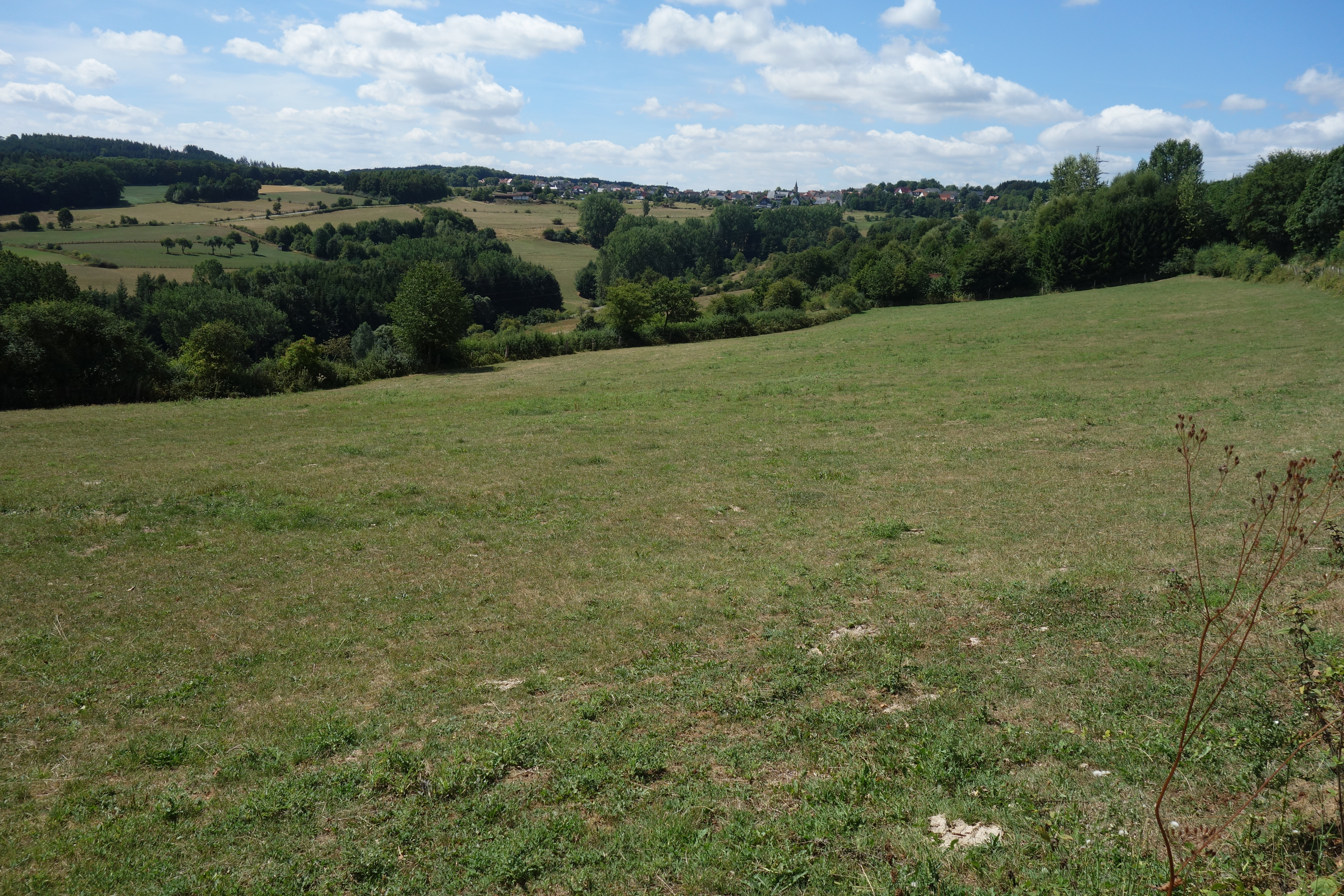
Blick vom Ostrand des NSG aufs Gebiet mit Essentho im Hintergrund

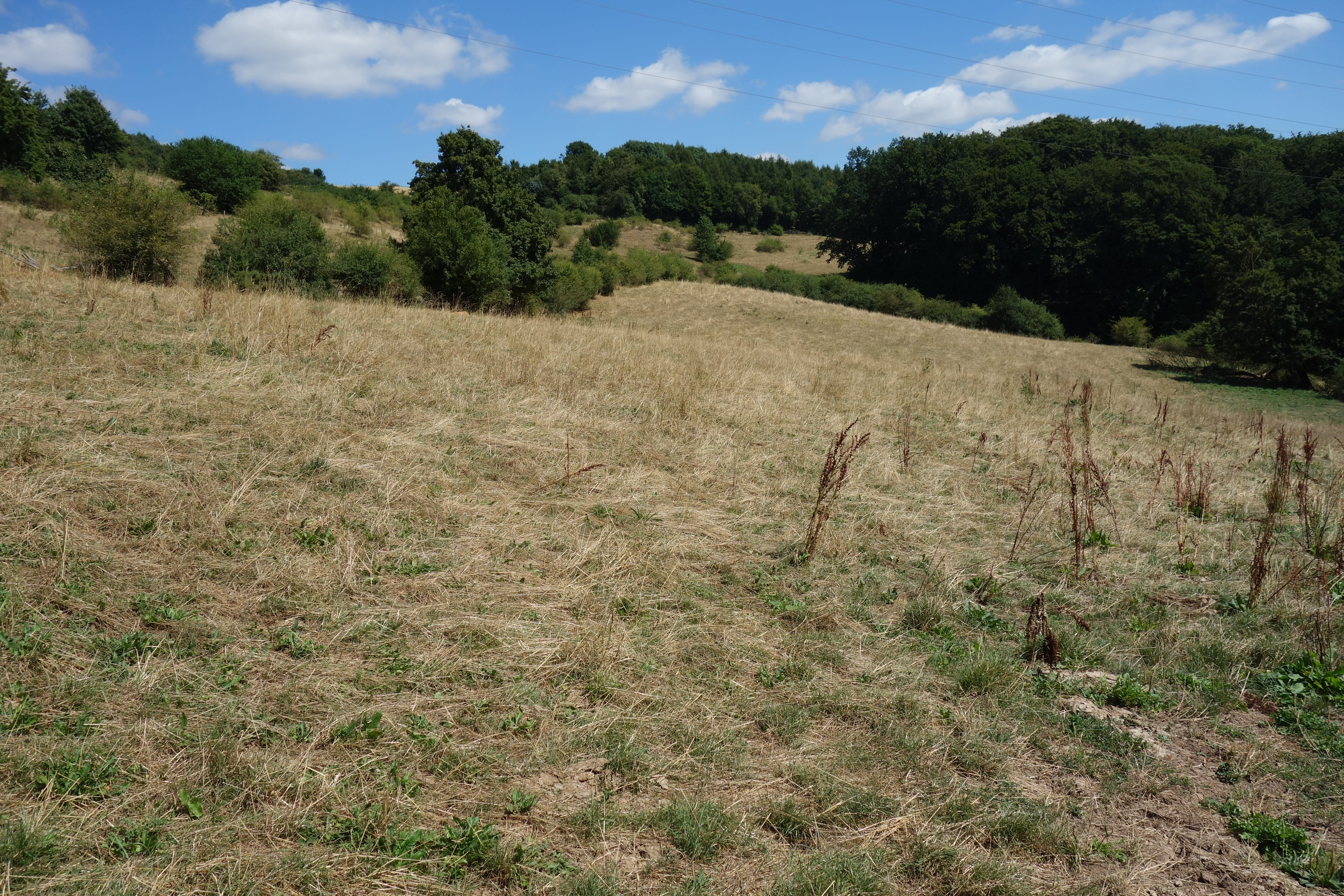
Ostbereich vom Schutzgebiet

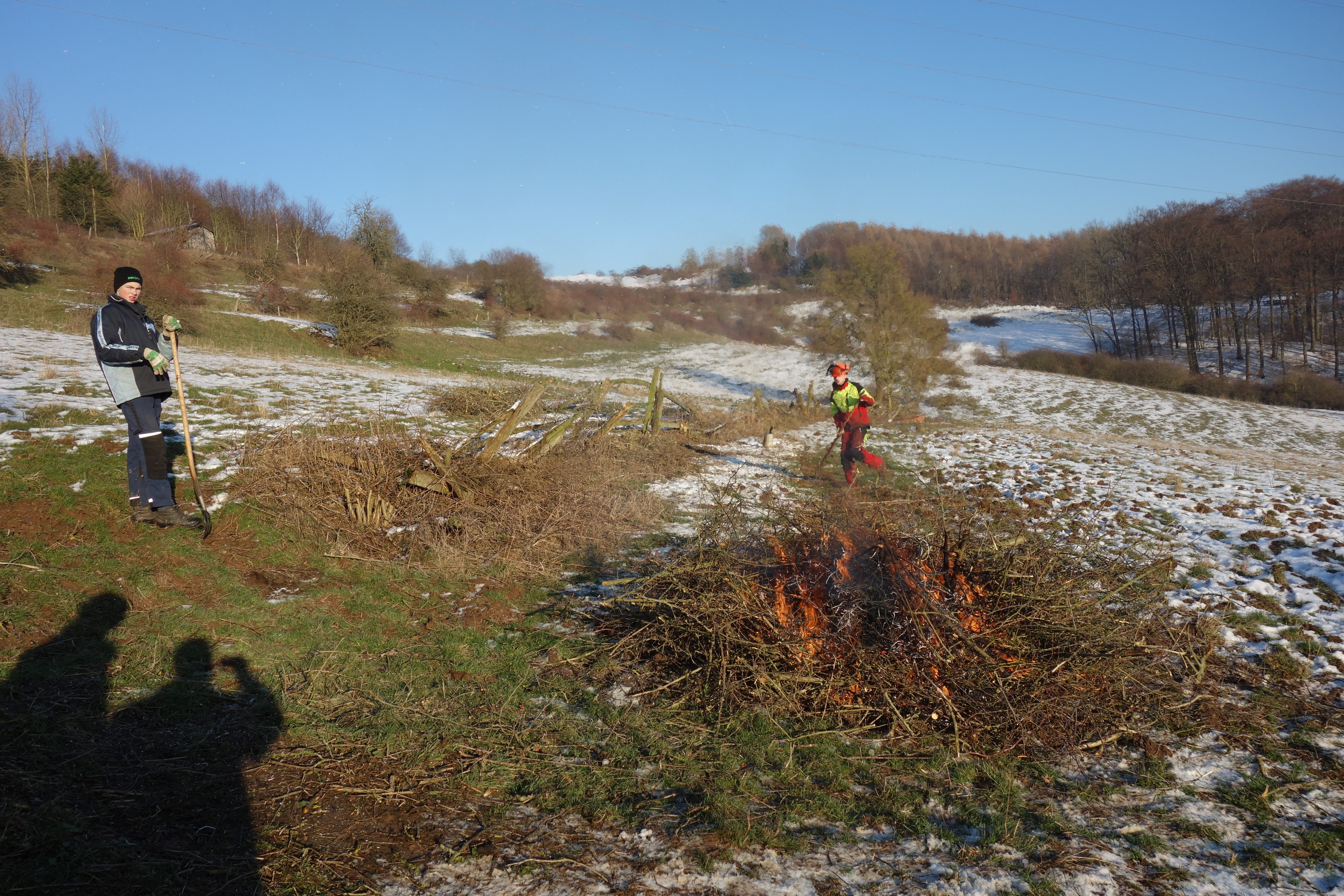
Landschaftspflegetrupp der Biologischen Station Hochsauerlandkreis bei Arbeit

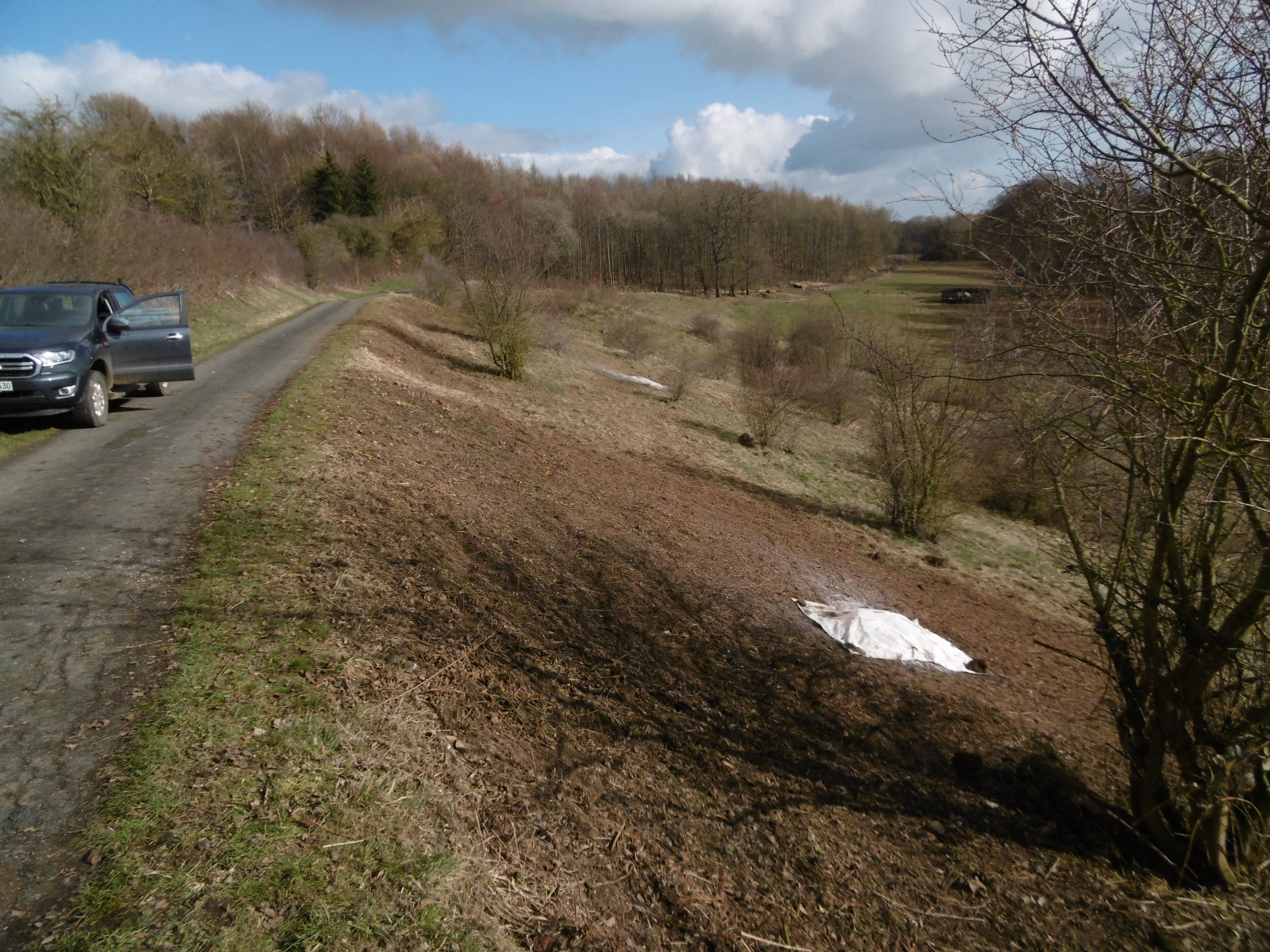
Entbuschter Bereich

Das Naturschutzgebiet Niedernfeld mit einer Größe von 84,28 ha liegt östlich von Essentho im Stadtgebiet von Marsberg im Hochsauerlandkreis. Es wurde 2008 mit dem Landschaftsplan Marsberg als Naturschutzgebiet (NSG) ausgewiesen. Das NSG liegt direkt am östlichen Dorfrand. Am Südostrand liegt die Essenthoer Mühle mit der Ausgewöhnungsstation für Greifvögel und Eulen, wo verletzte und kranke Vögel gepflegt werden. Der NSG grenzt ferner an das Landschaftsschutzgebiet Randhöhen zwischen Sintfeld und Diemeltal, an das Landschaftsschutzgebiet Staupketal und an das Landschaftsschutzgebiet Heidenpost / Steintwisten und Niedernfeld. Das NSG gehört seit 2023 zum Vogelschutzgebiet Diemel- und Hoppecketal mit angrenzenden Wäldern.

## Beschreibung
Das NSG liegt in einem sich nach Osten hin öffnenden Tal des Baches Rummecke. Auch die Rummecke-Quellmulde liegt im NSG. Im Südwesten liegt ein Hangbereich, der zum Landschaftsschutzgebiet Staupketal abfällt. Die Talhänge sind zum Teil recht steil. Das NSG umfasst einen großen Grünlandbereich und kleinere Waldbereiche. In den oberen bis mittleren Hangbereichen am Südhang sind die Böden trocken, während die Böden am Nordhang und in der Talsohle frisch bis mäßig feucht sind.
Auch ein Kalkbuchenwald und Fichtenwaldbereiche im östlichen NSG-Bereich sowie im südwestlichen NSG-Bereich „Auf dem Rüslo“ ein ehemaliger Steinbruch befinden sich im NSG. Das NSG ist durch Streuobstwiesen, Feldgehölze, Hecken, Baumreihen, Einzelbäume sowie -büsche stark strukturiert. Mehrere asphaltierte Wirtschaftswege liegen im Gebiet.
Im Grünland dominieren meist intensiv genutzte Wiesen und Weiden. Die Nutzungsintensität reicht von intensiv genutztem Grünland über Extensivgrünland bis zu brach gefallenen Flächen. An den kalkreichen, flachgründigen und südexponierten Talhängen des Rummecketals befinden sich Kalkmagerrasen mit zahlreichen Arten der Kalkmagerrasen. Auch im Bereich des ehemaligen Steinbruchs „Auf dem Rüslo“ liegen auf der ehemaligen Abbaufläche kleinflächige Kalkmagerrasen.
Wegen der hohen strukturellen Vielfalt kommt im Gebiet eine große Anzahl seltener und gefährdeter Tier- und Pflanzenarten vor. Laut Landschaftsplan kommt dem NSG „eine herausragende ornithologische Bedeutung zu“. Unter den Vogelarten befinden sich Wiesen- und Heckenbrüter wie der Neuntöter. Der Landschaftsplan dokumentiert über die Wertigkeit des Schutzgebietes: „Aufgrund der ineinander verzahnten, kleinräumig strukturierten Biotope ist das Gebiet in seiner Gesamtheit hoch repräsentativ und somit besonders schützenswert im Sinne der Schutzzielkonzeption für den Naturraum.“

## Pflanzenarten im NSG
Das Landesamt für Natur, Umwelt und Verbraucherschutz Nordrhein-Westfalen dokumentierte im Schutzgebiet Pflanzenarten wie Acker-Witwenblume, Breitblättriger Thymian, Dornige Hauhechel, Echte Schlüsselblume, Echtes Johanniskraut, Echtes Labkraut, Echtes Mädesüß, Gemeine Akelei, Gewöhnliche Pestwurz, Gewöhnlicher Gilbweiderich, Gewöhnliches Ferkelkraut, Großes Hexenkraut, Kleine Braunelle, Kleiner Odermennig, Kleiner Wiesenknopf, Kleines Habichtskraut, Kohldistel, Magerwiesen-Margerite, Mittlerer Wegerich, Nesselblättrige Glockenblume, Roter Fingerhut, Schaftlose Schlüsselblume, Scharfer Hahnenfuß, Schmalblättriges Weidenröschen, Schwarze Tollkirsche, Skabiosen-Flockenblume, Spitzlappiger Frauenmantel, Wald-Bingelkraut, Wald-Erdbeere, Wald-Veilchen, Waldmeister, Wiesen-Glockenblume, Wiesen-Labkraut und Wiesen-Storchschnabel.

## Schutzzweck des Naturschutzgebietes
Das NSG wurde ausgewiesen zur Erhaltung und Optimierung eines durch Obstwiesen und Feldgehölze reich gegliederten Grünlandkomplexes und als Brut- und Durchzugsgebiet gefährdeter Vogelarten des strukturreichen Offenlandes. Ferner zum Schutz von Grünlandlebensräumen unterschiedlicher Feuchtegrade und der darauf angewiesenen, teilweise seltenen und gefährdeten Pflanzenarten. Auch der Sicherung der hervorragenden Schönheit dieses Kulturlandschaftsausschnitts. Zusätzlich Erhaltung eines artenreichen Kalkbuchenwaldes sowie eines landeskundlich interessanten Steinbruchs.

## Naturschutzmaßnahmen
2019 bis 2021 pachtete der Verein für Natur- und Vogelschutz im Hochsauerlandkreis (VNV) brachgefallene Grünlandfläche im NSG an. Eine Fläche mit 1,3 ha Größe liegt im Bereich Am Eggeweg und grenzt direkt an das Dorf. Im Bereich Am Silberberge, der südlich an die Essenthoer Mühle grenzt, pachtete man im Laufe der drei Jahre drei aneinander grenzte Fläche von insgesamt 6,1 ha Flächengröße. Der Landschaftspflegetrupp der Biologische Station Hochsauerlandkreis arbeitete auf diesen Flächen 2019 bis 2021 um Zauntrassen freizustellen. Die alten Zäune waren teils total in Gebüschen verschwunden. Um halbwegs vernünftig arbeiten zu können, musste zuerst der Stacheldraht der alten Zäune entfernt werden. Auf den Flächen fand dann eine extensive Grünlandnutzung statt.